# Cladodromia negata
Cladodromia negata är en tvåvingeart som beskrevs av Collin 1928. Cladodromia negata ingår i släktet Cladodromia och familjen dansflugor. Inga underarter finns listade i Catalogue of Life.